# 向量测度
向量测度（vector measure）是数学名詞，是指針對集合族定義的函數，其值為滿足特定性質的向量。向量测度是测度概念的推廣，测度是針對集合定義的函數，函數的值只有非負的實數。

## 定義及相關推論
給定集合域 {\displaystyle (\Omega ,{\mathcal {F}})}及巴拿赫空间 {\displaystyle X}，有限加性向量測度（finitely additive vector measure）簡稱測度，是一個滿足以下條件的函數{\displaystyle \mu :{\mathcal {F}}\to X}：針對任二個{\displaystyle {\mathcal {F}}}內的不交集{\displaystyle A}和{\displaystyle B}，下式均成立：
{\displaystyle \mu (A\cup B)=\mu (A)+\mu (B).}
向量测度{\displaystyle \mu }稱為可數加性（countably additive）若針對任意{\displaystyle {\mathcal {F}}}內不交集形成的序列 {\displaystyle (A_{i})_{i=1}^{\infty }}，都可以讓{\displaystyle {\mathcal {F}}}內的聯集滿足以下條件
{\displaystyle \mu \left(\bigcup _{i=1}^{\infty }A_{i}\right)=\sum _{i=1}^{\infty }\mu (A_{i})}
等號右邊的级数會收斂到巴拿赫空间{\displaystyle X}的范数。
可以證明向量測度{\displaystyle \mu }有可數加性，若且唯若針對任何以上的序列{\displaystyle (A_{i})_{i=1}^{\infty }}，下式均成立
{\displaystyle \lim _{n\to \infty }\left\|\mu \left(\bigcup _{i=n}^{\infty }A_{i}\right)\right\|=0,\qquad \qquad (*)}
其中{\displaystyle \|\cdot \|}是{\displaystyle X}的範數。
在Σ-代数中定義的可數加性向量测度，會比有限测度（测度的值為非負數）、有限有號測度（测度的值為實數）及複數测度（测度的值為複數）要廣泛。

## 舉例
考慮一個由{\displaystyle [0,1]}區間的集合形成的場，以及此區間內所有勒贝格测度形成的族{\displaystyle {\mathcal {F}}}。針對任意集合{\displaystyle A}，定義
{\displaystyle \mu (A)=\chi _{A}}
其中{\displaystyle \chi }是{\displaystyle A}的指示函数。依{\displaystyle \mu }的定義不同，會得到不同的結果。
- {\displaystyle \mu }若是從{\displaystyle {\mathcal {F}}}到Lp空间 {\displaystyle L^{\infty }([0,1])}的函數，{\displaystyle \mu }是沒有可數加性的向量测度。
- {\displaystyle \mu }若是從{\displaystyle {\mathcal {F}}}到Lp空間 {\displaystyle L^{1}([0,1])}的函數，{\displaystyle \mu }是有可數加性的向量测度。

依照上一節的判別基準(*)可以得到以上的結果。

## 向量测度的变差
給定向量测度{\displaystyle \mu :{\mathcal {F}}\to X,}，其变差（variation）{\displaystyle |\mu |}定義如下
{\displaystyle |\mu |(A)=\sup \sum _{i=1}^{n}\|\mu (A_{i})\|}
其中最小上界是針對所有{\displaystyle {\mathcal {F}}}中{\displaystyle A}，所有將{\displaystyle A}划分到有限不交集的划分
{\displaystyle A=\bigcup _{i=1}^{n}A_{i}}
此處，{\displaystyle \|\cdot \|}為{\displaystyle X}的範數。
{\displaystyle \mu }的变差是有限可加函數，其值在{\displaystyle [0,\infty ]}之間，會使下式成立
{\displaystyle \|\mu (A)\|\leq |\mu |(A)}
針對任意在{\displaystyle {\mathcal {F}}}內的{\displaystyle A}。若{\displaystyle |\mu |(\Omega )}是有限的，則测度{\displaystyle \mu }有有界变差（bounded variation）。可以證明若{\displaystyle \mu }為具有有界变差的向量测度，則{\displaystyle \mu }具有可數加性若且唯若{\displaystyle |\mu |}具有可數加性。

## 李亞普諾夫定理
在向量测度的理論中，李亞普諾夫的定理提到non-atomic 向量测度的值域是闭集及凸集 。而且non-atomic 向量测度的值域是高维环面（zonoid，是闭集及凸集，是環帶多面體收斂序列的極限）。李亞普諾夫定理有用在数理经济学、起停式控制的控制理论及統計理論。
李亞普諾夫定理已可以用沙普利－福克曼引理證明，後者可以視為是李亞普諾夫定理的离散化版本
。

### 書籍
- Cohn, Donald L.  reprint. Boston–Basel–Stuttgart: Birkhäuser Verlag. 1997: IX+373 [1980]. ISBN 3-7643-3003-1. Zbl 0436.28001.
- Diestel, Joe; Uhl, Jerry J., Jr. . Mathematical Surveys 15. Providence, R.I: American Mathematical Society. 1977: xiii+322. ISBN 0-8218-1515-6.
- Kluvánek, I., Knowles, G, Vector Measures and Control Systems, North-Holland Mathematics Studies 20, Amsterdam, 1976.
- van Dulst, D., , Hazewinkel, Michiel  (编), , Springer, 2001, ISBN 978-1-55608-010-4
- Rudin, W. . New York: McGraw-Hill. 1973: 114.